# Cité de l'espace
Cité de l'espace (în traducere „Orașul spațiului”) este un centru de cultură științifică orientat spre spațiu și cucerirea spațiului, dedicat atât astronomiei, cât și astronauticii. Situat în Toulouse, Cité de l'Espace a fost inaugurat în iunie 1997.
Cité de l'Espace permite vizitatorilor să descopere replicile la scară 1:1 a rachetei Ariane 5 (înălțime de 53 de metri), a navei spațiale Soyuz și a satelitului de observare a Pământului ERS. De asemenea, poate fi vizitat un model ingineresc al stației spațiale Mir cu toate echipamentele sale. De asemenea, este echipat cu o cupolă de observație, La Coupole de l'Astronome.
Aproape 5 milioane de vizitatori l-au vizitat în cei 20 de ani de existență.

## Galerie

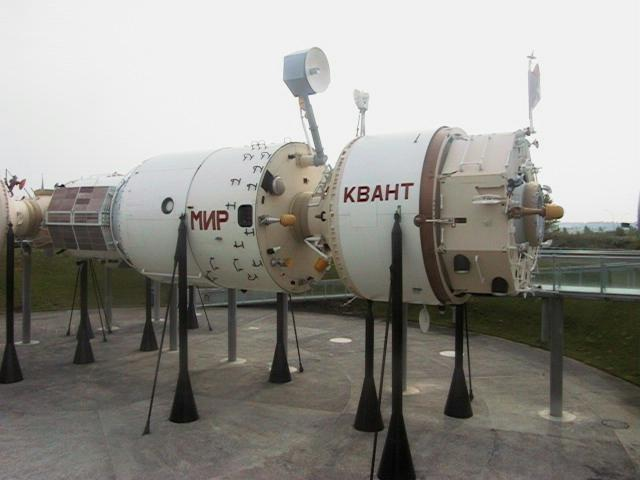
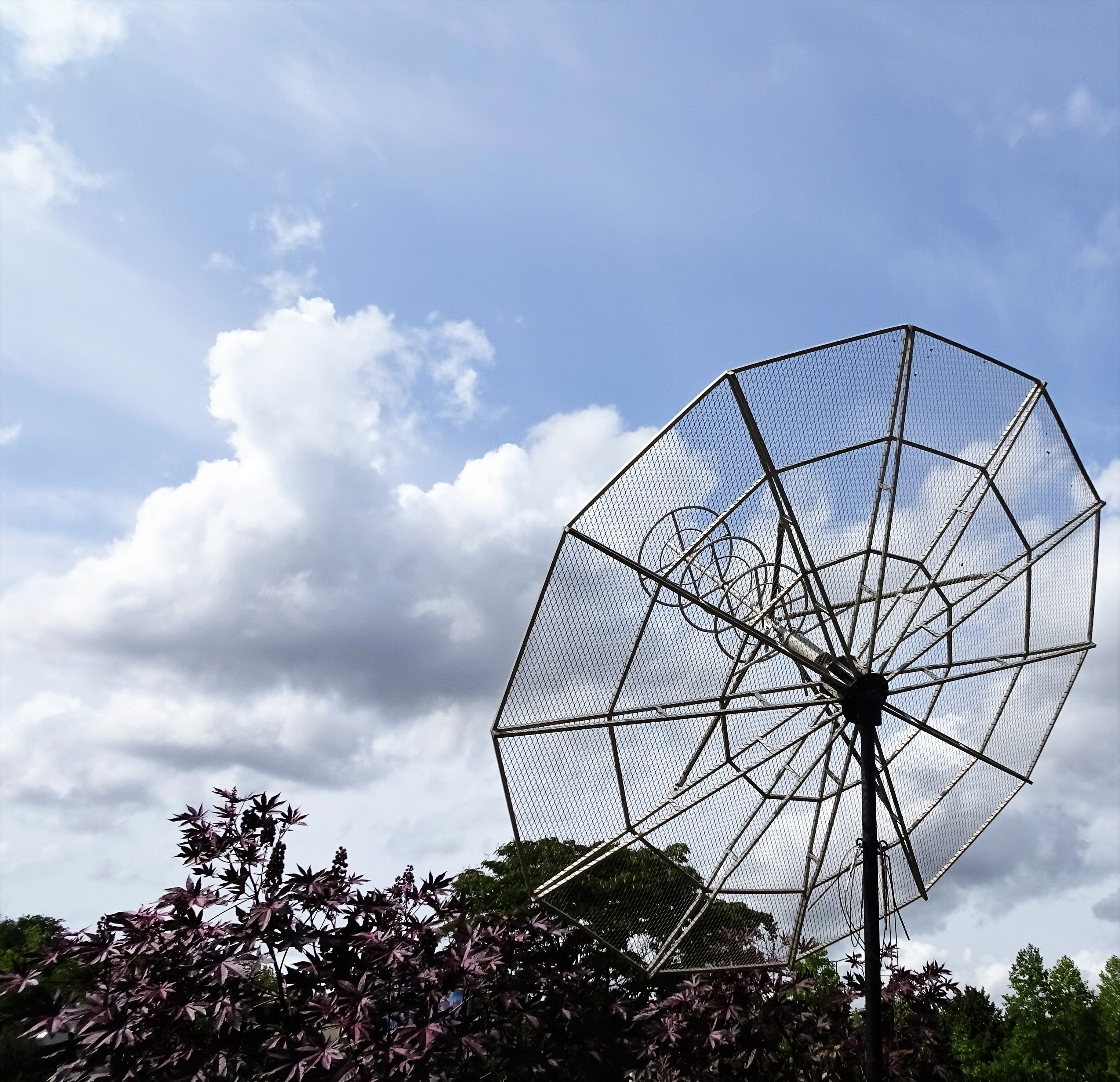